# Edgar (évêque de Lindsey)
Pour les articles homonymes, voir Edgar.
Edgar ou Eadgar est un prélat anglo-saxon de la première moitié du VIIIe siècle, évêque de Lindsey.

## Biographie
Bède le Vénérable cite Edgar comme le troisième évêque de Lindsey, entre Æthelwine et Cyneberht. Il ne donne aucune date le concernant, mais d'autres sources suggèrent que son sacre pourrait avoir eu lieu en 693 et permettent d'affirmer qu'il est mort entre 716 et 731.